# Jaroslav Němec (umělec, 1978)
Jaroslav Němec (* 14. srpna 1978 Ostrava) je český umělec a pražský komunální politik.

## Umělecká činnost
Studoval v letech 1995–1999 Střední uměleckoprůmyslovou školu v Ostravě-Porubě u Jana Václavíka a Vlastimil Bártka.[nedostupný zdroj] Od roku 1996 pravidelně vystavuje, v roce 2001 natočil hudební nezávislý film Polámaný anděl (režie, kamera, scénář), v roce 2002 dokumentární film Barák (režie, kamera, scénář). Spolupracoval s grafičkou Martinou Dragonovou, hudební skupinou The pych, Facing West Trio a hudebníkem Janem Gajdicou. Jako dramaturg a kurátor pořádá kulturní akce a výstavy v Ostravě, Praze, Brně, Bratislavě, Glivicích, Vratislavě a dalších městech. Zároveň je spolueditorem a grafikem publikací o architektuře a historii.

## Veřejná činnost
V letech 2002–2013 byl předsedou občanského sdružení SPOK – spolek pro ostravskou kulturu, od roku 200 je kurátorem a od roku 2016 místopředsedou spolku Kabinetu architektury, které je členem ICAM (Mezinárodní konfederace architektonických muzeí).
Byl zakládající člen Okrašlovacího spolku Za krásnou Ostravu, veřejný podporovatel a signatář Petice za zachování tří ostravských historických budov, které tvoří celek zvaný Ostravica-Textilia, člen petičního výboru Občanské iniciativy za Černou kostku v Ostravě a členem  Klubu za starou Prahu.

## Politická činnost
V roce 2010 kandidoval v komunálních volbách v Ostravě za Českou pirátskou stranu, ale do zastupitelstva se nedostal. Za Českou pirátskou stranu kandidoval také v krajských volbách v roce 2012 a v  parlamentních volbách v roce 2013. V komunálních volbách v Ostravě v roce 2014 kandidoval za Jsme Ostrava – koalice Strany zelených a Pirátů. V letech 2017–2021 byl asistentem poslanců Lukáše Černohorského a Ondřeje Polanského. V komunálních volbách v roce 2018 se stal zastupitelem Prahy 2 za Piráty a v komunálních volbách v roce 2022 mandát obhájil.